# 水牛比爾
威廉·弗雷德里克·“水牛比爾”·科迪（英語：William Frederick "Buffalo Bill" Cody，1846年2月26日—1917年1月10日），是一名南北戰爭军人、陸軍偵查隊隊長、驛馬快遞（Pony Express）騎士、農場經營人、邊境拓墾人、美洲野牛猎手和马戏表演者。水牛比爾是美国西部开拓时期人物。其组织的牛仔主题表演「水牛比爾的狂野西部」（Buffalo Bill's Wild West）秀也非常有名。

## 早年生活
水牛比爾於1846年2月26日出生於愛荷華州的勒克萊爾。